# Agnosztikus teizmus
Az agnosztikus teizmus filozófiai nézet, teológiai csoportosításokban az ateizmus, gnoszticizmus és teizmus mellett szerepel.
Az agnosztikus gondolkodókkal ellentétben az agnosztikus teizmus követői elismerik bizonyos istenérvek létezését, amelyekkel szemben nincsenek hasonlóan erős tagadó érvek. Ezek az istenérvek ugyan nem bizonyítékok Isten tényleges létezésére, de - agnoszikus teisták szerint - elegendőek a mellette való állásfoglaláshoz, egyszerűbben: Isten létezése valószínűbb, mint a nem létezése.